# 金兰英
金兰英（1946年1月—），山东泰安人，回族，中华人民共和国政治人物、第十二届全国人民代表大会山东地区代表。
毕业于山东省委党校经济管理专业。加入中国共产党。担任山东省泰安市岱岳区金兰奶牛养殖专业合作社理事长。2008年起担任全国人大代表。2013年，担任全国人大代表。